# Campeonato Paulista 2017
El Campeonato Paulista de Fútbol 2017 fue la 116ª edición del principal campeonato de clubes de fútbol del estado de São Paulo (Brasil). El torneo fue organizado por la Federación Paulista de Fútbol (FPF) y se extendió  desde el 7 de febrero de 2016 hasta el 7 de mayo del mismo año. Concedió  tres cupos para la Copa do Brasil de 2018 y dos cupos para el Campeonato Brasileño de Serie D para clubes no pertenecientes a la Serie A, Serie B o Serie C del Brasileirão.

## Sistema de juego
Con la reducción del número de participantes de 20 a 16 equipos, ahora los equipos serán divididos en cuatro grupos de cuatro equipos cada uno. Los equipos de un grupo enfrentan a los clubes de los otros grupos. En total, cada equipo participante disputa 12 partidos en la primera fase. Los dos primeros clasificados de cada grupo avanzan a cuartos de final, que se disputan en partido único en casa del club con mejor campaña de la primera fase. Las semifinales también son disputadas en partido único. La final se disputa en juegos de ida y vuelta, sin tener en cuenta el gol en condición de visitante.
Los tres primeros del campeonato clasificarán para la Copa de Brasil del 2018. Si uno de ellos, resulta clasificado a la Copa Libertadores 2018, el cuarto ubicado será el clasificado y así, sucesivamente. Para esta edición, descenderán 2 equipos y ascenderán 2 para la edición del 2018. Los descendidos resultarán de la tabla general que reúne a todos los equipos.

### Criterios de desempate
En caso de que haya dos o más equipos empatados en puntos al finalizar la primera fase del campeonato, los criterios de desempate son:
1. Mayor número de partidos ganados.
2. Mejor diferencia de gol.
3. Mayor número de goles a favor.
4. Menor número de tarjetas rojas recibidas.
5. Menor número de tarjetas amarillas recibidas.
6. Sorteo.

En caso de que haya dos equipos empatados en puntos al finalizar la segunda, tercera o cuarta fase (cuartos de final, semifinales y final) del campeonato, el desempate se realizará, directamente, en tiros desde el punto penal.

## Equipos participantes

### Ascensos y descensos
| Pos.          | Descendidos en la temporada 2016 |
| ------------- | -------------------------------- |
| decimoquinto  | Água Santa                       |
| decimosexto   | Mogi Mirim                       |
| decimoséptimo | XV de Piracicaba                 |
| decimoctavo   | Oeste                            |
| decimonoveno  | Capivariano                      |
| vigésimo      | Río Claro                        |

| Pos.    | Ascendidos de la Serie A2 |
| ------- | ------------------------- |
| 1.º     | Santo André               |
| segundo | Mirassol                  |

### Información de los equipos
| Equipo          | Ciudad                | Estadio                   | Capacidad | Posición 2016      |
| --------------- | --------------------- | ------------------------- | --------- | ------------------ |
| Audax           | Osasco                | Nicolau Alayon            | 10 117    | segundo            |
| Botafogo        | Ribeirão Preto        | Santa Cruz                | 29 292    | 13°                |
| Corinthians     | São Paulo             | Arena Corinthians         | 48 000    | 3.º                |
| Ferroviária     | Araraquara            | Arena da Fonte Luminosa   | 20 950    | decimocuarto       |
| Ituano          | Itu                   | Novelli Júnior            | 18 560    | 10°                |
| Linense         | Lins                  | Gilberto Siqueira Lopes   | 15 770    | 12°                |
| Mirassol        | Mirassol              | José María de Campos Maia | 15 000    | segundo (Serie A2) |
| Novorizontino   | Novo Horizonte        | Jorge Ismael de Biasi     | 16 000    | decimoprimero      |
| Palmeiras       | São Paulo             | Allianz Parque            | 40 199    | 4°                 |
| Ponte Preta     | Campinas              | Moisés Lucarelli          | 19 728    | noveno             |
| Red Bull Brasil | Campinas              | Moisés Lucarelli          | 19 728    | séptimo            |
| Santos          | Santos                | Vila Belmiro              | 16 798    | 1.º                |
| Santo André     | Santo André           | Bruno José Daniel         | 8 000     | 1.º (Serie A2)     |
| São Bento       | Sorocaba              | Walter Ribeiro            | 13 772    | quinto             |
| São Bernardo    | São Bernardo do Campo | Primeiro de Maio          | 15 789    | sexto              |
| São Paulo       | São Paulo             | Pacaembú                  | 67 428    | octavo             |

## Primera fase

### Grupo A
| Pos. | Equipos      | PJ | PG | PE | PP | GF | GC | Dif. | Pts. |
| ---- | ------------ | -- | -- | -- | -- | -- | -- | ---- | ---- |
| 1.   | Corinthians  | 12 | 7  | 3  | 2  | 14 | 9  | +5   | 24   |
| 2.   | Botafogo     | 12 | 4  | 5  | 3  | 13 | 10 | +3   | 17   |
| 3.   | Ituano       | 12 | 3  | 5  | 4  | 11 | 12 | -1   | 14   |
| 4.   | São Bernardo | 12 | 3  | 1  | 8  | 10 | 17 | -8   | 10   |

### Grupo B
| Pos. | Equipos         | PJ | PG | PE | PP | GF | GC | Dif. | Pts. |
| ---- | --------------- | -- | -- | -- | -- | -- | -- | ---- | ---- |
| 1.   | São Paulo       | 12 | 5  | 5  | 2  | 25 | 20 | +5   | 20   |
| 2.   | Linense         | 12 | 5  | 2  | 5  | 16 | 25 | -9   | 17   |
| 3.   | Red Bull Brasil | 12 | 3  | 4  | 5  | 14 | 16 | -2   | 13   |
| 4.   | Ferroviária     | 12 | 3  | 4  | 5  | 10 | 15 | -5   | 13   |

### Grupo C
| Pos. | Equipos       | PJ | PG | PE | PP | GF | GC | Dif. | Pts. |
| ---- | ------------- | -- | -- | -- | -- | -- | -- | ---- | ---- |
| 1.   | Palmeiras     | 12 | 8  | 1  | 3  | 23 | 8  | +15  | 23   |
| 2.   | Novorizontino | 12 | 4  | 3  | 5  | 17 | 21 | -4   | 15   |
| 3.   | Santo André   | 12 | 3  | 5  | 4  | 15 | 18 | -3   | 14   |
| 4.   | São Bento     | 12 | 4  | 1  | 7  | 8  | 12 | -4   | 13   |

### Grupo D
| Pos. | Equipos     | PJ | PG | PE | PP | GF | GC | Dif. | Pts. |
| ---- | ----------- | -- | -- | -- | -- | -- | -- | ---- | ---- |
| 1.   | Santos      | 12 | 7  | 1  | 4  | 23 | 13 | +10  | 22   |
| 2.   | Ponte Preta | 12 | 6  | 4  | 2  | 18 | 16 | +2   | 22   |
| 3.   | Mirassol    | 12 | 4  | 3  | 5  | 17 | 17 | 0    | 15   |
| 4.   | Audax       | 12 | 2  | 3  | 7  | 16 | 21 | -5   | 9    |

|  |                                 |
|  | Clasificado a cuartos de final. |
|  | Eliminados                      |

### Resultados
- Los estadios y horarios del torneo se encuentra en la página oficial de la FPF.[3]

- La hora de cada encuentro corresponde al huso horario correspondiente al Estado de São Paulo (UTC-5).

| Santos        | 6 - 2 | Linense         | Vila Belmiro              | 3 de febrero | 21:00 |
| Santo André   | 1 - 1 | Ituano          | Bruno José Daniel         | 4 de febrero | 10:00 |
| São Bento     | 0 - 1 | Corinthians     | Municipal Walter Ribeiro  | 4 de febrero | 17:00 |
| Novorizontino | 3 - 2 | São Bernardo    | Jorge Ismael de Biasi     | 4 de febrero | 17:00 |
| Mirassol      | 2 - 0 | Red Bull Brasil | José Maria de Campos Maia | 5 de febrero | 10:00 |
| Audax         | 4 - 2 | São Paulo       | Arena Barueri             | 5 de febrero | 17:00 |
| Palmeiras     | 1 - 0 | Botafogo        | Allianz Parque            | 5 de febrero | 17:00 |
| Ponte Preta   | 2 - 1 | Ferroviária     | Moisés Lucarelli          | 5 de febrero | 19:00 |

| Ferroviária     | 1 - 3 | Mirassol      | Arena da Fonte Luminosa | 11 de febrero | 17:00 |
| Linense         | 2 - 0 | Audax         | Gilberto Siqueira Lopes | 11 de febrero | 17:00 |
| Botafogo        | 2 - 1 | Novorizontino | Santa Cruz              | 11 de febrero | 19:30 |
| Corinthians     | 0 - 2 | Santo André   | Arena Corinthians       | 11 de febrero | 21:00 |
| Red Bull Brasil | 2 - 3 | Santos        | Pacaembú                | 12 de febrero | 11:00 |
| São Paulo       | 5 - 2 | Ponte Preta   | Morumbí                 | 12 de febrero | 17:00 |
| Ituano          | 1 - 0 | Palmeiras     | Novelli Junior          | 12 de febrero | 19:30 |
| São Bernardo    | 2 - 1 | São Bento     | Primeiro de Maio        | 12 de febrero | 19:30 |

| Red Bull Brasil | 1 - 1 | Santo André   | Moisés Lucarelli          | 8 de febrero  | 20:30 |
| Mirassol        | 3 - 1 | Linense       | José Maria de Campos Maia | 14 de febrero | 19:15 |
| Ferroviária     | 1 - 1 | Audax         | Arena da Fonte Luminosa   | 14 de febrero | 21:30 |
| Ituano          | 1 - 0 | São Bento     | Novelli Junior            | 15 de febrero | 17:00 |
| Botafogo        | 1 - 2 | Ponte Preta   | Santa Cruz                | 15 de febrero | 19:30 |
| Corinthians     | 1 - 0 | Novorizontino | Arena Corinthians         | 15 de febrero | 19:30 |
| Santos          | 1 - 3 | São Paulo     | Vila Belmiro              | 15 de febrero | 21:45 |
| Palmeiras       | 2 - 0 | São Bernardo  | Allianz Parque            | 16 de febrero | 19:30 |

| Audax          | 0 - 1 | Corinthians     | José Liberatti          | 18 de febrero | 17:00 |
| Novortizontino | 1 - 0 | Ituano          | Jorge Ismael de Biasi   | 18 de febrero | 17:00 |
| São Paulo      | 2 - 2 | Mirassol        | Morumbí                 | 18 de febrero | 19:30 |
| Ponte Preta    | 0 - 0 | Red Bull Brasil | Moisés Lucarelli        | 18 de febrero | 19:30 |
| Santos         | 0 - 1 | Ferroviária     | Vila Belmiro            | 18 de febrero | 19:30 |
| São Bento      | 0 - 0 | Botafogo        | Walter Ribeiro          | 18 de febrero | 19:30 |
| Santo André    | 0 - 1 | São Bernardo    | Bruno José Daniel       | 19 de febrero | 10:00 |
| Linense        | 0 - 4 | Palmeiras       | Arena da Fonte Luminosa | 19 de febrero | 17:00 |

| São Paulo       | 3 - 2 | São Bento     | Morumbí                 | 21 de febrero | 20:30 |
| Ituano          | 0 - 0 | Santos        | Novelli Junior          | 21 de febrero | 21:30 |
| São Bernardo    | 0 - 1 | Mirassol      | Primeiro de Maio        | 22 de febrero | 17:00 |
| Red Bull Brasil | 5 - 1 | Novorizontino | Moisés Lucarelli        | 22 de febrero | 17:00 |
| Ferroviária     | 1 - 1 | Santo André   | Arena da Fonte Luminosa | 22 de febrero | 19:30 |
| Linense         | 2 - 2 | Ponte Preta   | Gilberto Siqueira Lopes | 22 de febrero | 19:30 |
| Botafogo        | 3 - 1 | Audax         | Santa Cruz              | 22 de febrero | 19:30 |
| Corinthians     | 1 - 0 | Palmeiras     | Arena Corinthians       | 22 de febrero | 21:45 |

| Santo André   | 0 - 2 | Linense         | Bruno José Daniel         | 25 de febrero | 10:00 |
| Palmeiras     | 4 - 1 | Ferroviária     | Allianz Parque            | 25 de febrero | 16:30 |
| Audax         | 3 - 0 | Ituano          | José Liberatti            | 25 de febrero | 17:00 |
| Santos        | 2 - 0 | Botafogo        | Vila Belmiro              | 25 de febrero | 17:00 |
| São Bento     | 1 - 0 | Red Bull Brasil | Walter Ribeiro            | 25 de febrero | 17:00 |
| Mirassol      | 2 - 3 | Corinthians     | José Maria de Campos Maia | 25 de febrero | 19:30 |
| Ponte Preta   | 1 - 0 | São Bernardo    | Moisés Lucarelli          | 25 de febrero | 19:30 |
| Novorizontino | 2 - 2 | São Paulo       | Jorge Ismael de Biasi     | 25 de febrero | 19:30 |

| Botafogo        | 3 - 1 | Mirassol      | Santa Cruz              | 3 de marzo | 19:00 |
| Red Bull Brasil | 1 - 3 | Palmeiras     | Moisés Lucarelli        | 3 de marzo | 21:05 |
| Linense         | 3 - 2 | Novorizontino | Gilberto Siqueira Lopes | 4 de marzo | 16:00 |
| São Bernardo    | 3 - 1 | Audax         | Primeiro de Maio        | 4 de marzo | 18:30 |
| Corinthians     | 1 - 0 | Santos        | Arena Corinthians       | 4 de marzo | 18:30 |
| São Paulo       | 4 - 1 | Santo André   | Morumbí                 | 5 de marzo | 16:00 |
| Ituano          | 0 - 1 | Ponte Preta   | Novelli Junior          | 5 de marzo | 19:00 |
| Ferroviária     | 0 - 1 | São Bento     | Arena da Fonte Luminosa | 6 de marzo | 20:00 |

| São Bento     | 0 - 1 | Linense         | Walter Ribeiro            | 10 de marzo | 19:00 |
| Novorizontino | 2 - 0 | Ferroviária     | Jorge Ismael de Biasi     | 10 de marzo | 21:05 |
| Santo André   | 1 - 1 | Botafogo        | Bruno José Daniel         | 11 de marzo | 15:00 |
| Audax         | 1 - 2 | Red Bull Brasil | José Liberatti            | 11 de marzo | 16:00 |
| Palmeiras     | 3 - 0 | São Paulo       | Allianz Parque            | 11 de marzo | 16:00 |
| Ponte Preta   | 1 - 1 | Corinthians     | Moisés Lucarelli          | 12 de marzo | 16:00 |
| São Bernardo  | 1 - 4 | Santos          | Primeiro de Maio          | 12 de marzo | 18:30 |
| Mirassol      | 1 - 1 | Ituano          | José Maria de Campos Maia | 13 de marzo | 20:00 |

| Red Bull Brasil | 2 - 1 | São Bernardo  | Moisés Lucarelli          | 17 de marzo | 19:00 |
| Linense         | 0 - 0 | Botafogo      | Gilberto Siqueira Lopes   | 17 de marzo | 21:05 |
| São Paulo       | 1 - 1 | Ituano        | Morumbí                   | 18 de marzo | 16:00 |
| Mirassol        | 2 - 3 | Santo André   | José Maria de Campos Maia | 18 de marzo | 16:00 |
| Audax           | 0 - 1 | São Bento     | José Liberatti            | 18 de marzo | 18:30 |
| Ponte Preta     | 1 - 2 | Novorizontino | Moisés Lucarelli          | 18 de marzo | 18:30 |
| Ferroviária     | 1 - 0 | Corinthians   | Arena da Fonte Luminosa   | 19 de marzo | 16:00 |
| Santos          | 1 - 2 | Palmeiras     | Vila Belmiro              | 19 de marzo | 18:30 |

| Santo André   | 3 - 3 | Ponte Preta     | Bruno José Daniel     | 21 de marzo | 15:00 |
| Novorizontino | 2 - 2 | Audax           | Jorge Ismael de Biasi | 21 de marzo | 19:00 |
| Ituano        | 5 - 1 | Linense         | Novelli Junior        | 21 de marzo | 21:00 |
| São Bernardo  | 0 - 0 | Ferroviária     | Primeiro de Maio      | 22 de marzo | 19:30 |
| São Bento     | 0 - 2 | Santos          | Walter Ribeiro        | 22 de marzo | 19:30 |
| Palmeiras     | 2 - 0 | Mirassol        | Allianz Parque        | 22 de marzo | 20:30 |
| São Bernardo  | 1 - 4 | Santos          | Primeiro de Maio      | 22 de marzo | 21:45 |
| Corinthians   | 1 - 1 | Red Bull Brasil | Arena Corinthians     | 23 de marzo | 17:00 |

| Santo André     | 0 - 1 | Santos       | Bruno José Daniel       | 25 de marzo | 15:00 |
| Linense         | 1 - 0 | São Bernardo | Gilberto Siqueira Lopes | 25 de marzo | 16:00 |
| Palmeiras       | 2 - 2 | Audax        | Allianz Parque          | 25 de marzo | 16:00 |
| Novorizontino   | 0 - 0 | Mirassol     | Jorge Ismael de Biasi   | 25 de marzo | 18:30 |
| Ferroviária     | 3 - 1 | Ituano       | Arena da Fonte Luminosa | 25 de marzo | 19:00 |
| São Paulo       | 1 - 1 | Corinthians  | Morumbí                 | 26 de marzo | 16:00 |
| São Bento       | 1 - 2 | Ponte Preta  | Walter Ribeiro          | 26 de marzo | 18:30 |
| Red Bull Brasil | 0 - 2 | Botafogo     | Moisés Lucarelli        | 26 de marzo | 19:00 |

| Ituano       | 0 - 0 | Red Bull Brasil | Novelli Junior            | 29 de marzo | 21:45 |
| Audax        | 1 - 2 | Santo André     | José Liberatti            | 29 de marzo | 21:45 |
| São Bernardo | 0 - 1 | São Paulo       | Primeiro de Maio          | 29 de marzo | 21:45 |
| Mirassol     | 0 - 1 | São Bento       | José Maria de Campos Maia | 29 de marzo | 21:45 |
| Ponte Preta  | 1 - 0 | Palmeiras       | Moisés Lucarelli          | 29 de marzo | 21:45 |
| Botafogo     | 0 - 0 | Ferroviária     | Santa Cruz                | 29 de marzo | 21:45 |
| Santos       | 3 - 1 | Novorizontino   | Vila Belmiro              | 29 de marzo | 21:45 |
| Corinthians  | 3 - 1 | Linense         | Arena Corinthians         | 29 de marzo | 21:45 |

## Fase final
|  | Cuartos de final | Cuartos de final | Cuartos de final |   |             | Semifinales      | Semifinales      | Semifinales      |  |  | Final                   | Final                   | Final                   |
|  | 1 al 10 de abril | 1 al 10 de abril | 1 al 10 de abril |   |             | 16 y 23 de abril | 16 y 23 de abril | 16 y 23 de abril |  |  | 30 de abril y 7 de mayo | 30 de abril y 7 de mayo | 30 de abril y 7 de mayo |
|  |                  |                  |                  |   |             |                  |                  |                  |  |  |                         |                         |                         |
|  | Corinthians      | 0                | 1                |   |             |                  |                  |                  |  |  |                         |                         |                         |
|  | Botafogo         | 0                | 0                |   |             |                  |                  |                  |  |  |                         |                         |                         |
|  | Botafogo         | 0                | 0                |   | Corinthians | 2                | 1                |                  |  |  |                         |                         |                         |
|  |                  |                  |                  |   | Corinthians | 2                | 1                |                  |  |  |                         |                         |                         |
|  |                  | São Paulo        | 0                | 1 |             |                  |                  |                  |  |  |                         |                         |                         |
|  | São Paulo        | São Paulo        | 0                | 1 | 2           | 5                |                  |                  |  |  |                         |                         |                         |
|  | São Paulo        |                  |                  |   | 2           | 5                |                  |                  |  |  |                         |                         |                         |
|  | Linense          | 0                | 0                |   |             |                  |                  |                  |  |  |                         |                         |                         |
|  |                  |                  |                  |   |             |                  |                  |                  |  |  | Corinthians             | 3                       | 1                       |
|  |                  |                  | Ponte Preta      | 0 | 1           |                  |                  |                  |  |  |                         |                         |                         |
|  | Palmeiras        | 3                | 3                |   |             |                  |                  |                  |  |  |                         |                         |                         |
|  | Novorizontino    | 1                | 0                |   |             |                  |                  |                  |  |  |                         |                         |                         |
|  | Novorizontino    | 1                | 0                |   | Palmeiras   | 0                | 1                |                  |  |  |                         |                         |                         |
|  |                  |                  |                  |   | Palmeiras   | 0                | 1                |                  |  |  |                         |                         |                         |
|  |                  | Ponte Preta      | 3                | 0 |             |                  |                  |                  |  |  |                         |                         |                         |
|  | Santos           | Ponte Preta      | 3                | 0 | 0           | 1 (4)            |                  |                  |  |  |                         |                         |                         |
|  | Santos           |                  |                  |   | 0           | 1 (4)            |                  |                  |  |  |                         |                         |                         |
|  | Ponte Preta      | 1                | 0 (5)            |   |             |                  |                  |                  |  |  |                         |                         |                         |

- Nota: En cada llave, el equipo ubicado en la primera línea es el que ejerce la localía en el partido de vuelta.

### Cuartos de final
| 1 de abril de 2017, 16:00 | Ponte Preta         | 1:0 (1:0) | Santos | Estadio Moisés Lucarelli, Campinas    |                                       |
|                           | William Pottker 21' | Reporte   |        | Árbitro(s): Flavio Rodrigues de Souza | Árbitro(s): Flavio Rodrigues de Souza |

| 10 de abril de 2017, 20:00 | Santos                                               | 1:0 (1:0) (4:5 p.)         | Ponte Preta                                                 | Estadio Pacaembú, São Paulo                    |                                                |
|                            | David Braz 15'                                       | Reporte                    |                                                             | Árbitro(s): Marcelo Aparecido Ribeiro de Souza | Árbitro(s): Marcelo Aparecido Ribeiro de Souza |
|                            |                                                      | Tiros desde el punto penal |                                                             |                                                |                                                |
|                            | Kayke · David Braz · Jean Mota · Copete · Lucas Lima |                            | Ravanelli · Yago · Clayson · Jadson Alves · William Pottker |                                                |                                                |

| 1 de abril de 2017, 18:30 | Botafogo | 0:0     | Corinthians | Estadio Santa Cruz, Ribeirão Preto |                                    |
|                           |          | Reporte |             | Árbitro(s): Leandro Bizzio Marinho | Árbitro(s): Leandro Bizzio Marinho |

| 9 de abril de 2017, 16:00 | Corinthians     | 1:0 (1:0) | Botafogo | Arena Corinthians, São Paulo        |                                     |
|                           | Rodriguinho 37' | Reporte   |          | Árbitro(s): Luiz Flávio de Oliveira | Árbitro(s): Luiz Flávio de Oliveira |

| 2 de abril de 2017, 16:00 | Linense | 0:2 (0:0) | São Paulo                              | Estadio Morumbí, São Paulo |  |
|                           |         | Reporte   | Diego Felipe 49' (a.g.) · Pratto 90+3' |                            |  |

| 9 de abril de 2017, 16:00 | São Paulo                                             | 5:0 (1:0) | Linense | Estadio Morumbí, São Paulo |  |
|                           | Gilberto 22' 80' · Thiago Mendes 46' 59' · Thomaz 78' | Reporte   |         |                            |  |

| 2 de abril de 2017, 19:00 | Novorizontino | 1:3 (1:1) | Palmeiras                               | Estadio Jorge Ismael de Biasi, Novo Horizonte |  |
|                           | Roberto 11'   | Reporte   | Dudu 39' · Borja 65' · Róger Guedes 89' |                                               |  |

| 7 de abril de 2017, 21:00 | Palmeiras                          | 3:0 (1:0) | Novorizontino | Estadio Pacaembú, São Paulo |  |
|                           | Willian 32' · Borja 68' · Dudu 88' | Reporte   |               |                             |  |

### Semifinales
| 16 de abril de 2017, 16:00 | Ponte Preta                                  | 3:0 (3:0) | Palmeiras | Estadio Moisés Lucarelli, Campinas |  |
|                            | William Pottker 1' · Lucca 7' · Jeferson 33' | Reporte   |           |                                    |  |

| 22 de abril de 2017, 19:00 | Palmeiras       | 1:0 (1:0) | Ponte Preta | Estadio Allianz Parque, São Paulo |  |
|                            | Felipe Melo 83' | Reporte   |             |                                   |  |

### Final
| Bandera del estado de São Paulo |
| Campeón                         |
| Corinthians 28.vo título        |

## Clasificación general
- El campeonato otorga tres cupos para la Copa de Brasil 2018 y, si algún equipo lo tiene garantizado por otra vía, pasará al siguiente en la clasificación general. Además, otorga tres cupos para la Serie D 2018 a los equipos que no se encuentren en ninguna de las demás categorías. Por motivo de la clasificación, no se incluye el puntaje obtenido en el Campeonato del Interior.

| Pos. | Equipos         | Gr. | PJ | PG | PE | PP | GF | GC | Dif. | Pts. |
| ---- | --------------- | --- | -- | -- | -- | -- | -- | -- | ---- | ---- |
| 1.   | Corinthians     | A   | 18 | 10 | 6  | 2  | 22 | 11 | +11  | 36   |
| 2.   | Ponte Preta     | D   | 18 | 8  | 5  | 5  | 23 | 22 | +1   | 29   |
| 3.   | Palmeiras       | C   | 16 | 11 | 4  | 1  | 30 | 12 | +18  | 34   |
| 4.   | São Paulo       | B   | 16 | 7  | 6  | 3  | 33 | 23 | +10  | 27   |
| 5.   | Santos          | D   | 14 | 8  | 1  | 5  | 24 | 14 | +10  | 25   |
| 6.   | Botafogo        | A   | 14 | 4  | 6  | 4  | 13 | 11 | +2   | 18   |
| 7.   | Linense         | B   | 14 | 5  | 2  | 7  | 16 | 32 | -16  | 17   |
| 8.   | Novorizontino   | C   | 14 | 4  | 3  | 7  | 18 | 27 | -9   | 15   |
| 9.   | Mirassol        | D   | 12 | 4  | 3  | 5  | 17 | 17 | 0    | 15   |
| 10.  | Ituano          | A   | 12 | 3  | 5  | 4  | 15 | 18 | -3   | 14   |
| 11.  | Santo André     | C   | 12 | 3  | 5  | 4  | 15 | 18 | -3   | 14   |
| 12.  | São Bento       | C   | 12 | 4  | 1  | 7  | 8  | 12 | -4   | 13   |
| 13.  | Red Bull Brasil | B   | 12 | 3  | 4  | 5  | 14 | 16 | -2   | 13   |
| 14.  | Ferroviária     | B   | 12 | 3  | 4  | 5  | 10 | 15 | -5   | 13   |
| 15.  | São Bernardo    | A   | 12 | 3  | 1  | 8  | 10 | 17 | -7   | 10   |
| 16.  | Audax           | D   | 12 | 2  | 3  | 7  | 16 | 21 | -5   | 9    |

|  |                                                    |
|  | Campeón.                                           |
|  | Subcampeón y clasificado a la Copa de Brasil 2018. |
|  | Clasificado a la Copa de Brasil 2018.              |
|  | Clasificado a la Serie D 2018.                     |
|  | Descendidos al Campeonato Paulista - A2 2018.      |

## Goleadores
Atualizado el 25 de abril de 2017
| Jugador         | Equipos              | Goles |
| --------------- | -------------------- | ----- |
| Gilberto        | São Paulo            | 9     |
| William Pottker | Ponte Preta          | 9     |
| Henan           | Santo André          | 7     |
| Lucca           | Ponte Preta          | 7     |
| Jô              | Corinthians          | 6     |
| Christian Cueva | São Paulo            | 5     |
| Lucas Pratto    | São Paulo            | 5     |
| Roberto         | Grêmio Novorizontino | 5     |
| Willian         | Palmeiras            | 5     |
| Xuxa            | Mirassol             | 5     |

Fuente: Goleadores del Campeonato Paulista